# Parlement de Nancy
Le parlement de Nancy est un parlement de l'Ancien Régime créé en 1768, deux années après l'annexion du duché de Lorraine par le Royaume de France. Il est hérité des administrations ducales notamment la cour souveraine de Lorraine.
Une cour souveraine de Nancy est créée en 1771. Cette dernière administrait l'ancien duché de Lorraine ainsi que la juridiction du parlement de Metz, c'est-à-dire l'administration des Trois-Évêchés.
En 1775, la Cour souveraine est transformée en parlement avec pour juridiction l'ancien duché de Lorraine tandis que le parlement de Metz est recréé avec ses précédentes juridictions. 
Le parlement, comme tous les parlements de France, est supprimé en 1789.

## Historique

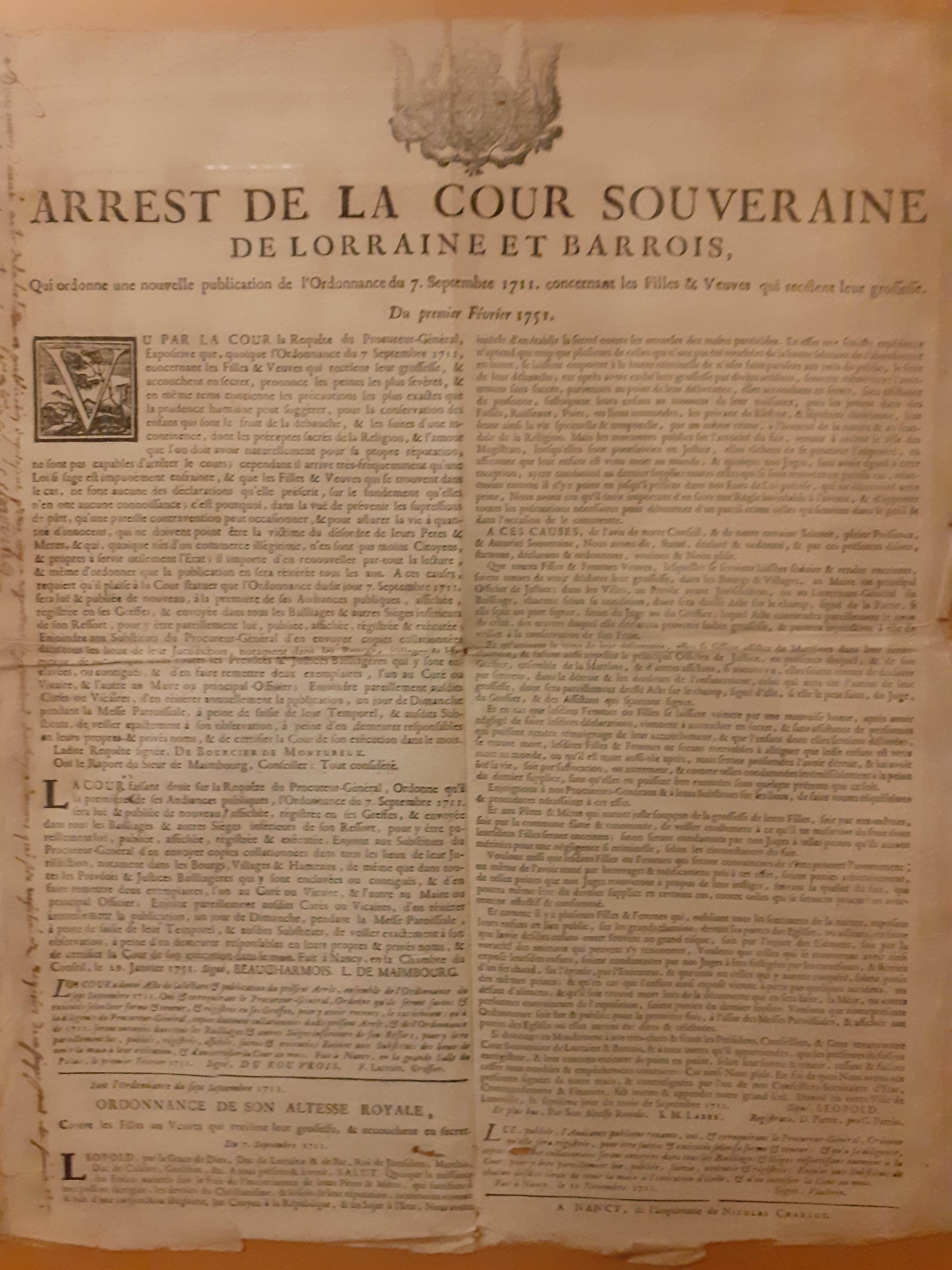
Arrest de la Cour du 1er février 1751

La « Cour souveraine de Lorraine et Barrois » fut créée en 1698. Elle siégea à Nancy. En 1766, elle devint « Cour royale » et, en 1775, fut érigée en parlement ou, plus précisément, en « Cour de Parlement ».
L'historique ci-après est tiré de l'Essai sur l'histoire générale des tribunaux de Le Moyne des Essarts.
Les Assises, qui se tenaient en Haute-Lorraine pendant l'assemblée des états généraux du duché, y rendaient anciennement la justice en dernier ressort.

L'origine de ce tribunal est inconnue ; mais il est avéré qu'il existait déjà en 1048, lorsque Gérard d'Alsace obtint l'investiture du duché de Lorraine, puisque la confirmation des Assises fut une des conditions auxquelles la noblesse et le peuple de la Lorraine suspendirent leur soumission à ce prince.

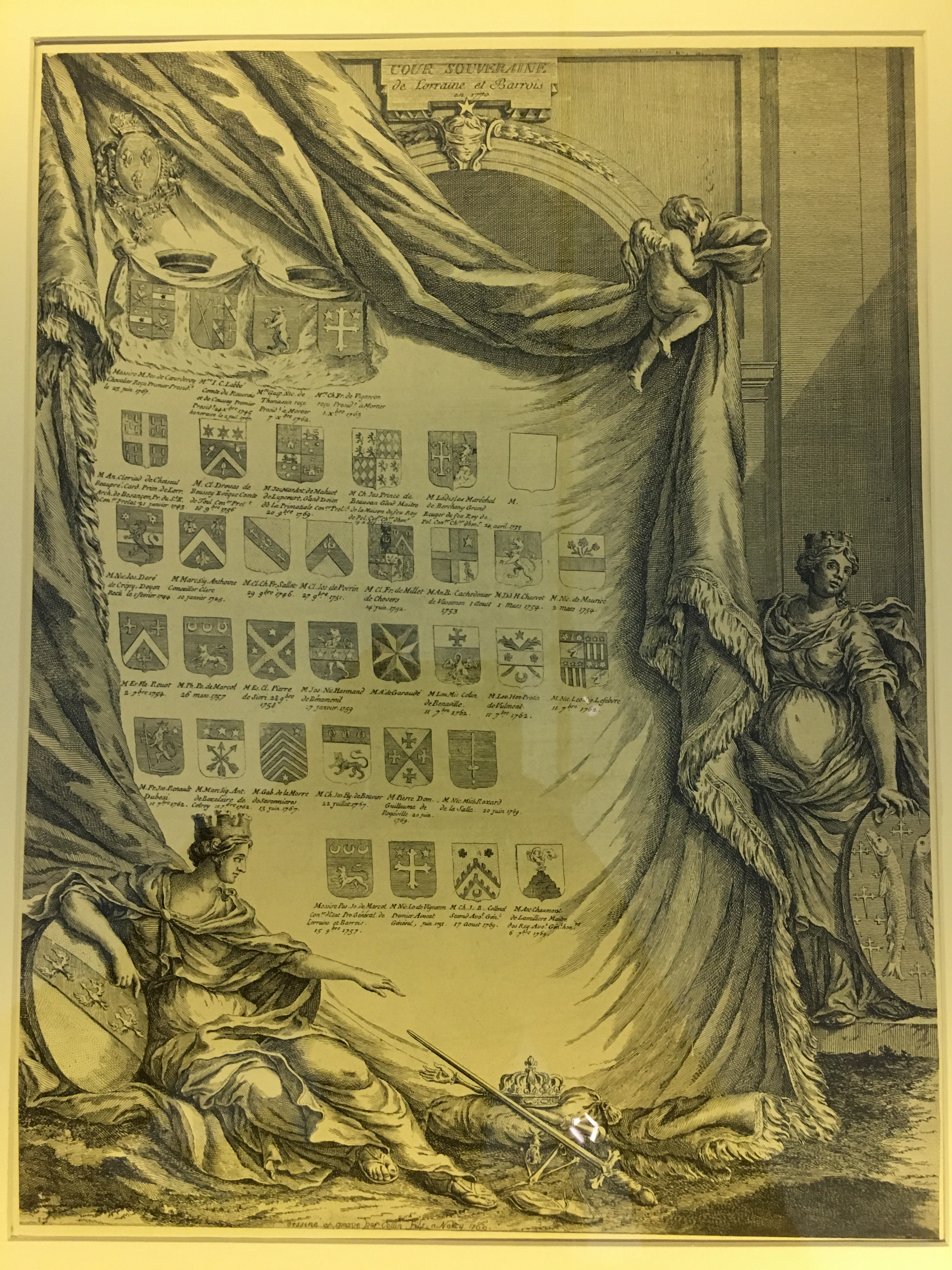
Armorial de la Cour souveraine de Lorraine et Barrois en 1770.

Les gentilshommes de l'ancienne chevalerie et leurs pairs étaient les seuls juges qui composaient le « Tribunal des Assises ».

Leurs jugements n'étaient susceptibles d'être contestés par aucune voie. Ils avaient seuls le droit de les réformer : le prince lui-même n'en avait pas le pouvoir.

Les gentilshommes y étaient assignés par des gentilshommes ; les ecclésiastiques, par des ecclésiastiques ; et les nobles, par des nobles.

Les Assises exercèrent leurs fonctions jusqu'en 1634, date à laquelle Louis XIII leur substitua un « Conseil souverain » séant à Nancy. 

Tandis que l'ancienne chevalerie de Lorraine rendait, dans ses Assises, une justice absolue, il y avait, à Saint-Mihiel, un autre tribunal, appelé la « Cour des Grands-Jours », ou « Grands-Jours ».

Les ducs de Bar y jugeaient en personne, accompagnés de leurs plus grands officiers et de leurs vassaux les plus distingués.

Ce tribunal, aussi ancien que les Assises du duché de Lorraine, fut converti en « Cour de Parlement », ou « Parlement », par une ordonnance du duc Charles III, du 8 octobre 1571.

Il existait, en cet état, lorsque Louis XIII conquit la Lorraine et le Barrois.

La noblesse de Lorraine ayant refusé de prêter le serment de fidélité à Louis XIII, celui supprima les Assises du duché de Lorraine et leur substitua un « Conseil souverain », qu'il établit à Nancy par un édit du 17 septembre 1634.

Par le même édit, il confirma le Parlement de Saint-Mihiel ; mais, par un édit du mois d'octobre 1635, il le supprima et en attribua la juridiction au Conseil souverain de Nancy.

Le refus de plaider devant ce Conseil détermina Louis XIII à le supprimer et d'en attribuer la juridiction au Parlement de Metz.

Le duc Charles IV ayant conclu un traité de neutralité pour les villes d'Épinal & de Remiremont, y établit un tribunal, sous le titre de « Conseil privé », pour y rendre la justice.

Ce tribunal tint ses séances, dans ces deux villes alternativement, du 4 mai 1640 au 10 novembre 1641.

Quelques intervalles de paix qui existèrent alors, donnèrent lieu au Parlement de Saint-Mihiel de reprendre ses séances.

Cette Cour fut maintenue dans la juridiction qu'elle avait eue pendant la guerre, tant sur l'ancien duché de Lorraine, qui ressortissait auparavant aux Assises, que sur les terres y annexées, qui ressortissaient à la Chambre des comptes de Nancy.

Par une ordonnance du 7 mai 1641, le duc Charles IV érigea ce Parlement en « Cour souveraine », avec un pouvoir plus étendu et des attributions plus considérables qu'il n'avait eu jusqu'alors.

Les ravages de la guerre ayant continué de désoler la Lorraine, la Cour souveraine se retira sur les terres de la domination espagnole, où elle rendit la justice aux Lorrains.
Il existait, au greffe de cette Cour, plusieurs registres remplis d'arrêts rendus à Luxembourg, sur toutes sortes de matières, du 22 janvier 1647 au 26 mai 1653.

Indépendamment des fonctions ordinaires de la justice, la Cour souveraine nomma par provision aux offices vacants, et remplaça même la Chambre des comptes.

L'histoire a conservé comme un monument d'une rare fermeté la réponse que cette compagnie fit, le 5 mars 1654, au manifeste que l'archiduc Léopold avait fait publier pour justifier la détention de Charles IV. La Cour souveraine, après avoir fait l'apologie de ce prince, déclara « sa détention injuste & injurieuse, faite & entreprise contre tous les droits » ; défendit « à toutes personnes de quelque qualité & condition qu'elles soient, de lire ou retenir le manifeste, sous peine de confiscation de corps & de biens », et donna « acte au procureur-général de ses protestations de nullité contre tous les traités et engagemens que le duc pourroit prendre ayant à être remis en liberté ».

L'archiduc Léopold, irrité par cet arrêt, envoya ordre au gouverneur de Luxembourg, dom Francisco de Pardo, d'arrêter ces magistrats, ce qui fut exécuté le 6 avril 1654.

Cette rigueur n'empêcha pas la Cour souveraine de renouveler, le 16 septembre 1655, ses « protestations contre tous les actes que [le duc Charles] pourroit passer au préjudice de ses intérêts & de ceux de l'état » : ils s’échappèrent de Luxembourg et vinrent s'établir à Trèves, pays neutre, où ils continuèrent de rendre la justice.

Les officiers de cette compagnie, entièrement dévoués au service de leur prince, ne se contentaient pas d'administrer la justice en son nom : ils le servaient encore dans ses armées. En effet, le premier-président, de Goudrecourt, était également gouverneur de Hambourg et colonel d'un régiment d'infanterie ; le président Richard, quant à lui, était également colonel d'un régiment d'infanterie ; le conseiller Dubois, intendant de l'armée.

Les hostilités ayant cessé, la Cour souveraine se transporta au château de Bitche, en Lorraine, où elle tint ses séances du 20 juillet 1660 à 9 avril 1661.

Charles IV recouvra ses États par le traité de Vincennes.

Par une ordonnance du 16 mars 1661, il partagea la Cour souveraine en deux Chambres et attribua à la première la juridiction sur la Lorraine et à la seconde la juridiction sur le Barrois non mouvant.

La première, composée de douze conseillers, fut établie à Saint-Nicolas ; la seconde, composée de six conseillers, fut établie à Saint-Mihiel.

Par une ordonnance du 8 août 1667, les deux chambres furent réunies en une seule Cour souveraine, séante à Nancy. Louis XIV s'étant rendu maître de Nancy le 26 août 1670, il la supprima et en attribua la juridiction au Parlement de Metz. En 1697, après le traité de Ryswick, elle reprit ses fonctions, qu'elle continua jusqu'en 1790. Un édit du 10 octobre 1771 supprima le parlement de Metz et intégra son ressort à la Cour souveraine de Nancy. Le 26 septembre 1775, un parlement fut rétabli à Metz. Par édit du mois de septembre 1775, la Cour souveraine de Nancy fut établie en Cour de Parlement, ou Parlement. Elle resta, jusqu'en 1790, le treizième parlement du royaume.

## Composition

### Cour proprement dite
Selon Henri Lepage, la Cour de Parlement de Nancy se composait, en 1789, de quarante-sept personnes, savoir :

- Un premier-président ;
- Six présidents à mortier ;
- Quatre conseillers-prélats, savoir :
  - L'évêque-primal de Nancy ;
  - L'évêque-comte de Toul ;
  - L'évêque-comte de Saint-Dié,
  - Le grand-doyen de la Primatiale de Nancy ;
- Cinq conseillers-chevaliers d'honneur ;
- Deux conseillers-clercs ;
- Vingt-neuf conseillers-laïques.

S'y ajoutaient, les six personnes suivantes :
- Un premier-président honoraire ;
- Un conseiller-prélat honoraire ;
- Quatre conseillers honoraires.

### Parquet
Selon Henri Lepage, le Parquet des gens du Roi près la Cour de Parlement de Nancy était composé, en 1789, de dix-sept personnes, savoir :
- Le procureur-général de Lorraine et Barrois,
- Un procureur-général en survivance et en exercice ;
- Deux avocats-généraux ;
- Six substituts en office ;
- Cinq substituts surnuméraires ;
- Un avocat du Roi aux requêtes du Palais ;
- Un substitut aux requêtes.

S'y ajoutaient, les quatre personnes suivantes :
- Un maître des requêtes, avocat-général honoraire ;
- Deux substituts honoraires ;
- Un avocat du Roi aux requêtes honoraire.

### Greffe
Selon Henri Lepage, le greffe de la Cour de Parlement de Nancy était composée, en 1789, de dix personnes, savoir :
- Deux greffiers en chef, civil et criminel ;
- Deux avocats, secrétaires de la Cour ;
- Deux grefliers des audiences ;
- Trois greffiers-commis ;
- Un greffier en chef aux requêtes.

S'y ajoutait, un greffier en chef honoraire.

### Chancellerie
Selon Henri Lepage, la Chancellerie près la Cour de Parlement de Nancy se composait, en 1789, de quarante personnes, savoir :
- Un garde-des-sceaux ;
- Cinq secrétaires du Roi audienciers ;
- Quatre secrétaires du Roi contrôleurs ;
- Dix-huit secrétaires du Roi ;
- Quatre conseillers référendaires ;
- Un trésorier-receveur des émoluments du sceau ;
- Deux greffiers gardes-minutes et expéditionnaires des lettres de chancellerie ;
- Un chauffe-cire ;
- Un scelleur ;
- Un valet chauffe-cire ;
- Un porte-coffre ;
- Un secrétaire du collège des secrétaires du Roi et expéditionnaire des lettres de chancellerie.

### Avocats
Selon Henri Lepage, l'Almanach de Lorraine pour 1789, porte les noms de 260 avocats suivant la Cour, dont un bâtonnier et vingt-et-un membres du conseil de l'ordre ; mais il ajoute : « Comme il y a très-longtemps que MM. les avocats n'ont fait de Tableau, l'on n'entend, par cette liste, donner ni citer le rang à aucun ». Henri Lepage considère que : « II est donc fort probable que le nombre des avocats était bien au-dessous dde 260. Plus : 26 procureurs et 16 huissiers ».

## Formations de jugement
Selon Henri Lepage, la Cour de Parlement de Nancy était divisée, en 1789, en quatre formations de jugement, savoir :
- La Grand'Chambre, composée du premier-président, des six présidents-à-mortier et de dix-sept conseillers, dont un conseiller-clerc ;
- La Chambre de la Tournelle, composée de deux présidents-à-mortier et dix conseillers, dont six députés de la Grand'Chambre et quatre députés de la Chambre des Enquêtes ;
- Le Chambre des Enquêtes, composée de deux présidents-à-mortier et quatorze conseillers, dont un conseiller-clerc ;
- La Chambre des Requêtes du Palais, composée de trois conseillers députés de la Grand'Chambre et de la Chambre des Enquêtes, et présidée par l'un d'eux.

## Ressort

Carte des Parlements en 1789

Selon Henri Lepage, le ressort de la Cour de Parlement de Nancy comprenait, en 1789 :
- Quatre bailliages présidiaux ;
- Vingt-neuf autres bailliages royaux ;
- Six prévôtés royales ;
- Treize prévôtés seigneuriales ;
- Quatorze maîtrises des eaux et forêts ;
- Quarante-et-un hôtels-de-ville ;
- Plusieurs autres juridictions établies sous diverses dénominations.

Les quatre présidiaux ressortissant à la Cour de Parlement de Nancy étaient les suivants :
- Le présidial de Nancy ;
- Le présidial de Dieuze ;
- Le présidial de Mirecourt ;
- Le présidial de Saint-Diez (Saint-Dié).

Des vingt-neuf bailliages royaux ressortissant à la Cour de Parlement de Nancy, vingt-trois relevaient d'un présidial, savoir :
- Du présidial de Nancy, les sept bailliages suivants :
  - Le bailliage Présidial de Nancy (Nancy), en tant que bailliage ;
  - Le bailliage de Lunéville (Lunéville) ;
  - Le bailliage de Blâmont (Blamont) ;
  - Le bailliage de Pont-à-Mousson (Pont-à-Mousson) ;
  - Le bailliage de Nomeny (Nomeny) ;
  - La bailliage de Vézelize (Vézelise) ;
  - Le bailliage de Rozières-aux-Salines (Rosières) ;
- Du présidial de Dieuze, les six bailliages royaux suivants :
  - Le bailliage présidial de Dieuze (Dieuze), en tant que bailliage ;
  - Le bailliage de Château-Salins (Château-Salins) ;
  - Le bailliage de Sarreguemines (Sarreguemines) ;
  - Le bailliage de Bitche (Bitche) ;
  - Le bailliage de Fénétrange (Fénétrange) ;
  - Le bailliage de Lixheim (Lixheim) ;
- Du présidial de Mirecourt, les six bailliages royaux suivants :
  - Le bailliage présidial de Mirecourt (Mirecourt), en tant que bailliage ;
  - Le bailliage de Neufchâteau (Neufchâteau) ;
  - Le bailliage de Bourmont (Bourmont) ;
  - Le bailliage de Darney (Darney) ;
  - Le bailliage de Châtel (Châtel) ;
  - Le bailliage de Charmes (Charmes) ;
- Du présidial de Saint-Diez (Saint-Dié), les quatre bailliages royaux suivants :
  - Le bailliage présidial de Saint-Diez (Saint-Dié), en tant que bailliage ;
  - Le bailliage de Remiremont (Remiremont) ;
  - Le bailliage d'Épinal (Épinal) ;
  - Le bailliage de Bruyères (Bruyères).

Les dix autres bailliages royaux, ne relevant d'aucun présidial, ressortissaient « nuement » — c'est-à-dire directement — à la Cour de Parlement de Nancy.

Il s'agissait de bailliages royaux ayant anciennement relevé de l'un des présidiaux suivants :
- Du présidial de Metz, les six bailliages royaux suivants : 
  - Le bailliage de Villers-la-Montagne (Villers-la-Montagne) ;
  - Le bailliage de Bouzonville (Bouzonville) ;
  - Le bailliage de Boulay (Boulay-Moselle) ;
  - Le bailliage de Briey (Briey) ;
  - Le bailliage de Thiaucourt (Thiaucourt) ;
  - Le bailliage de Schambourg (Schambourg) ;
- Du présidial de Toul, les deux bailliages royaux suivants :
  - Le bailliage de Saint-Mihiel (Saint-Mihiel) ;
  - Le bailliage de Commercy (Commercy) ;
- Du présidial de Verdun, les deux bailliages suivants :
  - Le bailliage de Longuyon (Longuyon) ;
  - Le bailliage d'Étain (Étain).

Les six prévôtés royales ressortissant à la Cour de Parlement de Nancy étaient les suivantes :
- La prévôté de Badonvillers ;
- La prévôté de Saint-Hypolite ;
- La prévôté de Sainte-Marie-aux-Mines ;
- La prévôté de Saralbe ;
- La prévôté de Bouquenom ;
- La prévôté de Dompaire ;
- La prévôté de Ligny.